# 歐棨麟
歐棨麟（英語：Au Kai Lun，1993年8月14日—），香港男子游泳智障運動員，曾在2011年當選「香港傑出青少年運動員」。

## 簡歷
2012年，歐棨麟代表香港參加英國倫敦舉行的殘奧會游泳比赛100米背泳S14級比賽，在決賽以1:04.53完成賽事，奪得一面銅牌。

## 榮譽
- 香港傑出運動員選舉

「香港傑出青少年運動員」（2011年）

## 外部連結
- 香港弱智人士體育協會